# 미완성의 미래
〈미완성의 미래〉(未完成の未来)는 NGT48의 첫 앨범이다.